# 나무들의 전투
「나무들의 전투」(중세 웨일스어: Kat Godeu, 웨일스어: Cad Goddeu 카드 고데우)는 14세기 필사본 『탈리에신의 서』에 수록되어 있는 중세 웨일스어 시 작품이다. 난해하기 그지없는 비유와 상징 때문에 온갖 해석과 제설이 난무하는 것이 특징이다.
총 248행이며, 각 행은 대부분 5음절이다. 탈리에신이 지었다고 주장되는 시 대부분이 그렇듯이, 화자 자신이 직접 보고 들은 것을 노래할 것이라는 장황한 말과 함께 시작한다.
| 웨일스어: Bum cledyf yn aghat Bum yscwyt yg kat Bum tant yn telyn. | 영어 중역: 나는 손에 들린 검이었고 나는 전장의 방패였고 나는 수금의 현이었노라 |

이 타령은 프러데인섬의 귀족들이 카에르 베베니르(Caer Vevenir)에서 전투를 벌였을 때 자기도 거기 있었노라 주장하는 대목에서 절정에 달한다. 그 뒤 거대한 괴물같은 짐승들과, 브리튼인들이 그것을 두려워했음과, 구이디온의 기교와 신의 은총으로 나무들이 전쟁터로 진군해 왔음과, 어떤 나무들이 어떤 활약을 했는지 내용이 이어진다.
| 웨일스어: Gwern blaen llin, A want gysseuin Helyc a cherdin Buant hwyr yr vydin. | 영어 중역: 오리나무가 전열 앞에서 전위대를 형성하고 버드나무와 마가목은 난투극에 늦었다. |

그러더니 뜬금없이 화녀 블로데이왜드의 탄생을 1인칭으로 서술하더니, 그 뒤 한때 양치기였던 위대한 전사이며 지금은 박식한 여행가인 누군가의 내력을 이야기하기 시작한다. 이 누군가는 아서왕 또는 탈리에신을 가리키는 것일 터다. 그 뒤 대홍수, 예수의 십자가형, 심판의 날을 언급하더니 야금일에 관한 난해한 언급으로 시가 끝맺는다.

## 해석
동시기의 중고 웨일스어 작품들에도 "나무들의 전투"에 관해 스쳐가듯 언급되는 부분들이 있다. 프러데인섬의 삼제시에서는 이 전투가 "시시한" 전투였다고 한다. 『탈리에신의 서』에 수록된 다른 시에서는 탈리에신 본인이 그 전장에 있었다고 주장한다.
16세기 후반에 작성된 필사본 Peniarth MS 98B 에 보존된 이야기에서는 이 시는 구이디온 등 귀네드인과 아눈의 왕 아라운 사이의 전투를 묘사한 것이라고 한다. 전쟁이 난 이유는 구이디온의 형 아마에손이 아라운에게서 개와 댕기물떼새와 노루를 훔쳐갔기 때문이다. 구이디온은 아라운측에 선 이들 중 하나 브란(아마 브란 벤디게이드?)의 이름을 추측함으로써 승리를 거둔다.
러이 라우 거페스의 유년기를 다룬 마비노기 이야기에서도 구이디온이 숲이 침략의 군세처럼 보이게 만드는 술수를 부린다.
이 작품은 번역과 해석이 정말 난해한데, 각 행이 너무 간결하고, 내용이 너무 암시적이며, 문법적으로도 애매하기 때문이다. 그래서 19세기부터 수많은 추측과 영어 번역 시도가 이루어졌다.
토머스 스티븐스는 이 시가 “태양-방주(Helio-Arkite) 신화, 고위 드루이드의 윤회, 대홍수의 상징적 언급”에 관한 것이라고 해석했다. 제럴드 맛세이는 고대 이집트 종교가 반영되어 있다는 주장을 했다.
데이비드 윌리엄 내시는 이 작품을 아서왕 전설과 다른 신화군의 요소들을 짬뽕한 12세기의 조잡한 로맨스였다고 생각했다. 한편 윌리엄 포브스 스케네는 이 시가 고대의 신화를 묘사한 것이라는 견해를 거부하고, 아알랜드의 게일인들이 브리튼섬 북부를 침공해왔을 때 그 전쟁을 다룬 것이라는 설을 제시했다.
로버트 그레이브스는 전투에 참여했다는 나무들을 오감 문자의 수목명과 대응시켜 보았다. 이것은 내시가 앞서 해보았지만 기각한 것이었는데 재시도한 것이다. 이 설에 따르면 각각의 나무는 고유한 의미와 중요성을 가진다. 구이디온이 브란의 이름을 알아맞힌 것은 브란이 오리나무 가지를 들고 왔기 때문이며, 오리나무는 브란의 상징이다. 그레이브스는 이 시의 작가가 고대 켈트족이 믿은 드루이드교의 비밀을 기독교 시대의 당국의 탄압으로부터 숨겨놓았다고 주장했다. 또한 이 싸움은 물리적인 싸움이 아니라 지혜와 재치를 다툰 싸움이며, 상대방의 이름을 맞힌 쪽이 승리한 것도 그래서라는 것이다.
내시는 이 시가 서로 상관없는 부분들이 하나로 모여 있는 것이라고 생각했고, 그레이브스 역시 그 생각을 좇아 각 부분들을 "탈리에신의 내력(Hanes Taliesin)", "블로데이왜드의 내력(Hanes Blodeuwedd)" 등으로 명명했다.
마지드 헤이콕과 메리 앤 컨스탄틴은 「나무들의 전투」가 고대의 지혜를 담고 잇다는 그레이브스의 설에 반대하며 오히려 이것은 음유시인의 화법을 비꼰 통속적 풍자시이며, 하나의 거대한 패러디라고 주장했다.
프란체스코 베네초는 숲 그 자체와 숲의 마법적 권능에 대한 고대의 공포를 나타내는 시라는 주장을 했다.